# Volná částice
Jako volná částice se ve fyzice označuje taková částice, na kterou nepůsobí žádné vazby. V klasické fyzice to znamená, že na částici nepůsobí žádné síly.

## Volná částice v klasické fyzice
V klasické fyzice je volná částice charakterizována konstantní rychlostí. Hybnost volné částice se také nemění a je určena jako
{\displaystyle \mathbf {p} =m\mathbf {v} }
Energii volné částice lze vyjádřit jako
{\displaystyle E={\frac {1}{2}}mv^{2}},
kde {\displaystyle m} je hmotnost částice a {\displaystyle \mathbf {v} } je vektor její rychlosti.

## Volná částice v nerelativistické kvantové teorii
V nerelativistické kvantové mechanice lze volnou částici popsat Schrödingerovou rovnicí ve tvaru
{\displaystyle -{\frac {\hbar ^{2}}{2m}}\nabla ^{2}\ \psi (\mathbf {r} ,t)=\mathrm {i} \hbar {\frac {\partial }{\partial t}}\psi (\mathbf {r} ,t)}
Řešení této rovnice pro určitou hybnost má tvar rovinné vlny
{\displaystyle \psi (\mathbf {r} ,t)=\mathrm {e} ^{\mathrm {i} (\mathbf {k} \cdot \mathbf {r} -\omega t)}}
s podmínkou
{\displaystyle {\frac {\hbar ^{2}k^{2}}{2m}}=\hbar \omega },
kde {\displaystyle \mathbf {r} } je polohový vektor, {\displaystyle t} je čas, {\displaystyle \mathbf {k} } je vlnový vektor a {\displaystyle \omega \,} je úhlová frekvence.
Částici, která je popsána uvedenou vlnovou funkcí, nelze v důsledku relací neurčitosti lokalizovat. Při přesně dané hodnotě hybnosti se totiž částice může nacházet v libovolném bodě prostoru se stejnou pravděpodobností. Vzhledem k tomu, že pravděpodobnost nalezení částice v celém (nekonečném) prostoru musí být rovna jedné, tzn. {\displaystyle \int \psi ^{\star }\psi \mathrm {d} V=1}, je pro konkrétní hodnotu hybnosti problém normalizovat vlnovou funkci.
Pro střední hodnotu hybnosti v uvedeném případě platí
{\displaystyle \langle \mathbf {p} \rangle =\langle \psi |-\mathrm {i} \hbar \nabla |\psi \rangle =\hbar \mathbf {k} }
Střední hodnota energie je pak udána jako
{\displaystyle \langle E\rangle =\langle \psi |\mathrm {i} \hbar {\frac {\partial }{\partial t}}|\psi \rangle =\hbar \omega }
Dosazením z předchozích vztahů do omezující podmínky lze získat vztah mezi energií a hybností pro nerelativistickou hmotnou částici, tzn.
{\displaystyle \langle E\rangle ={\frac {\langle p\rangle ^{2}}{2m}}},
kde {\displaystyle p=|\mathbf {p} |}.
Grupová rychlost vlny je
{\displaystyle \left.\right.v_{g}={\frac {\mathrm {d} \omega }{\mathrm {d} k}}={\frac {\mathrm {d} E}{\mathrm {d} p}}=v},
kde {\displaystyle v} je klasická rychlost částice.
Fázová rychlost vlny je určena jako
{\displaystyle \left.\right.v_{p}={\frac {\omega }{k}}={\frac {E}{p}}={\frac {p}{2m}}={\frac {v}{2}}}
V obecném případě nemusí mít volná částice určitou hybnost nebo energii. V takovém případě lze vlnovou funkci volné částice vyjádřit jako superpozici vlastních funkcí hybnosti volné částice, tedy
{\displaystyle \left.\right.\psi (\mathbf {r} ,t)=\int A(\mathbf {k} )\mathrm {e} ^{\mathrm {i} (\mathbf {k} \cdot \mathbf {r} -\omega t)}\mathrm {d} \mathbf {k} },
kde integrace probíhá přes všechna {\displaystyle \mathbf {k} }.
V obecném případě není hybnost částice určena jednou hodnotou, takže částici je možné lokalizovat (viz vlnový balík).

## Relativistická volná částice
Kvantová teorie umožňuje popsat také relativistické volné částice, přičemž používá k jejich popisu různé rovnice (podle druhu částice), např.
- Kleinova–Gordonova rovnice - popisuje volné částice bez spinu a elektrického náboje
- Diracova rovnice - popisuje volnou částici se spinem {\displaystyle {\frac {1}{2}}} a elektrickým nábojem (tedy elektron)